# Devil Doll
A Devil Doll olasz-szlovén rockegyüttes. Frontembere Mr. Doctor (Mario Ponciera). 1987-ben alakultak. A zenekar tagjai Velencéből, illetve Ljubljanából származnak. Zenéjük a gothic rock, komolyzene, és szláv népzene keveréke, párosítva Mr. Doctor sprachgesang ("beszélve éneklés") stílusával. Dalaik általában hosszú időtartamúak.

## Diszkográfia
- The Girl Who Was... Death (1989)
- Eliogabalus (1990)
- The Sacrilege of Fatal Arms (1993)
- Dies Irae (1996)